# Advance Australia Fair
Advance Austràlia Fair és l'himne nacional d'Austràlia. Originalment compost per Peter Dodds McCormick a la fi del segle xix. Interpretat per primera vegada a Sydney el 30 de novembre del 1878, dia de Sant Andreu, però no va esdevenir l'himne oficial fins al 1984. El text original va ser modificat abans de la seva adopció com a himne nacional. amb una última modificació l'1 de gener de 2021.
| « | (anglès) Australians all let us rejoice, For we are one and free; We've golden soil and wealth for toil; Our home is girt by sea; Our land abounds in nature's gifts Of beauty rich and rare; In history's page, let every stage Advance Australia Fair. In joyful strains then let us sing, Advance Australia Fair. Beneath our radiant Southern Cross We'll toil with hearts and hands; To make this Commonwealth of ours Renowned of all the lands; For those who've come across the seas We've boundless plains to share; With courage let us all combine To Advance Australia Fair. In joyful strains then let us sing, Advance Australia Fair. | (català) Australians, alegrem-nos tots Perquè en som un i lliures Tenim el sòl daurat i riqueses per l'esforç La nostra llar és rodejada pel mar La nostra terra abunda en els dons de la naturalesa D’una bellesa rica i rara En les pàgines de la història, que en cada etapa avanci Austràlia justa Cantem amb compàs alegre: Avança Austràlia justa Sota la nostra radiant Creu del Sud Treballarem amb cors i mans Per fer aquesta Commonwealth nostra Ser reconeguda arreu Per a aquets que han arribat d’ultramar Tenim planures sense fronteres per a compartir Amb coratge reunim-nos tots Per avançar Austràlia justa Cantem amb compàs alegre: Avança Austràlia justa | » |